# Nacina Ves
Nacina Ves – wieś (obec) na Słowacji położona w kraju koszyckim, w powiecie Michalovce. Pierwsze wzmianki o miejscowości pochodzą z roku 1254. 
Według danych z dnia 31 grudnia 2012, wieś zamieszkiwały 1754 osoby, w tym 865 kobiet i 889 mężczyzn.
W 2001 roku rozkład populacji względem narodowości i przynależności etnicznej wyglądał następująco:
- Słowacy – 87%
- Czesi – 0,29%
- Romowie – 12,6%
- Węgrzy – 0,06%

Ze względu na wyznawaną religię struktura mieszkańców kształtowała się w 2001 roku następująco:
- Katolicy rzymscy – 68,73%
- Grekokatolicy – 28,35%
- Ewangelicy – 0,63%
- Prawosławni – 0,23%
- Ateiści – 0,74%
- Nie podano – 0,23%